# Wilhelm Viebig
Wilhelm Viebig (* 3. Juni 1899 in Horst (Brandenburg); † 16. Januar 1982 in Wiesbaden) war ein deutscher Generalmajor im Zweiten Weltkrieg, Reiter und später Bundestrainer der Military-Reiter.

## Leben
Sein jüngerer Bruder war der spätere Brigadegeneral der Bundeswehr Hasso Viebig (1914–1993).

### Militärkarriere
Nach dem Besuch eines Gymnasiums trat Viebig während des Ersten Weltkriegs am 3. September 1916 als Fahnenjunker in die Preußische Armee, nahm im Feldartillerie-Regiment „General-Feldzeugmeister“ (1. Brandenburgisches) Nr. 3 an den Kämpfen an der Westfront teil und avancierte am 14. August 1917 zum Leutnant. Ausgezeichnet mit dem Eisernen Kreuz sowie dem Kreuz für Auszeichnung im Kriege II. Klasse wurde Viebig nach dem Krieg in die Reichswehr übernommen. Er stieg am 1. April 1925 zum Oberleutnant auf und diente 1930 in der 12. (reitenden) Batterie des 3. (Preußisches) Artillerie-Regiments in Potsdam. Anschließend ging er bis 1936 an die Kavallerieschule und wurde hier 1933 Hauptmann.
Nachdem er am 1. Januar 1937 zum Major befördert worden war, war er am 1. Oktober 1937 Kommandeur des I. Abteilung des Artillerie-Regiments 23 in Potsdam. Vom 1. September 1939 bis 1. Dezember 1941 war er erst mit der Führung des neu aufgestellten Artillerie-Regiments 257 beauftragt. Am 1. April 1940 zum Oberstleutnant befördert, übernahm er ab das Kommando über das Artillerie-Regiment 257 bei der 257. Infanterie-Division. Im Westfeldzug eingesetzt, kam es ab Mitte 1940 an die Ostfront.
Nach der Abgabe des Kommandos wechselte er als Stabsoffizier der Artillerie in den Stab der 11. Armee, erhielt am 25. Januar 1942 das Deutsche Kreuz in Gold und wurde am 1. Februar 1942 Oberst. Vom 1. Januar bis zur Neuaufstellung am 18. Oktober 1942 war er Kommandeur des Artillerie-Regiments 23 in Potsdam bei der 23. Infanterie-Division. Anschließend übernahm er von September 1942 bis Mitte Mai 1944 das neu aufgestellte Panzer-Artillerie-Regiment 93 bei der 26. Panzer-Division. Er wurde in die Führerreserve versetzt.
Vom 10. August 1944 übernahm er kurz die Führung über die 277. Infanterie-Division, welche im gleichen Monat im Kessel von Falaise in der Normandie zerstört wurde. Bis zu seiner Beförderung zum Generalmajor Anfang Januar 1945 war er mit der Führung der 277. Volksgrenadier-Division beauftragt. Anschließend war er bis zu seiner Gefangennahme im Ruhrkessel am 7. März 1945 Kommandeur der Division. Er wurde durch die Amerikaner gefangen genommen, kam dann aber bis Mitte 1948 in britische Kriegsgefangenschaft.

### Reitkarriere
Ab 1919 war er als Reiter aktiv und galt als einer der besten deutschen Dressurreitern. Er war zusätzlich Military- und Rennreiter. 1932 war er für die Olympischen Spiele in Los Angeles nominiert, wobei die deutsche Reiterequipe aber aufgrund finanzieller Probleme nicht an den Spielen teilnahm. 1936 war er für die Olympischen Spiele in Berlin inoffizieller Ersatzreiter für die Dressurmannschaft. Ab 1948 war er für drei Jahre Betreuer der Royal Horse Guards der britischen Besatzung. Von 1950 bis 1961 fungierte er als Military-Bundestrainer der Deutschen Reiterlichen Vereinigung (Warendorf). In dieser Funktion war er u. a. Ausbilder von August Lütke-Westhues und Fritz Ligges. 1956 war Viebig Equipechef der deutschen Militarymannschaft bei den Olympischen Reiterspielen in Stockholm, welche mit August Lütke-Westhues den zweiten Platz in der Einzelwertung, ebenso wie den zweiten Platz in der Mannschaft, belegte. Auch bei den Olympischen Spielen 1960 in Rom war er wieder Equipechef, konnte aber keine vordere Platzierung erreichen. Anschließend war er als Richter und Geländeaufbauer national und international tätig.
Von 1957 bis 1975 war er Mitglied der Rennleitung der westdeutschen Rennvereine.